# Zhaiba
Zhaiba (kinesiska: 寨坝, 寨坝镇) är en köpinghuvudort i Kina. Den ligger i provinsen Guizhou, i den sydvästra delen av landet, omkring 220 kilometer norr om provinshuvudstaden Guiyang. Antalet invånare är 17 107. Befolkningen består av 8 395 kvinnor och 8 712 män. Barn under 15 år utgör 21,0 %, vuxna 15-64 år 62 %, och äldre över 65 år 15,0 %.